# Calera de Tango
Calera de Tango es una comuna rural de la zona central de Chile, ubicada en la provincia de Maipo, en la Región Metropolitana de Santiago. Está ubicada en el sector sur de Santiago, limita por el este con la comuna de San Bernardo a través del Cerro Chena, por el sur con la misma comuna y también con Talagante, por el oeste con la comuna de Padre Hurtado y Peñaflor y por el norte con Maipú. En los últimos 15 años se ha urbanizado, y han proliferado exclusivos condominios de parcelas con viviendas de gran tamaño y amplios jardines.

## Origen del nombre
Pueblo llamado Calera de León, dieron origen al nombre de Calera, a pesar de que los nativos chilenos llamaban a estos bailes Purum (del mapudungún: Purum ‘danzar a la manera mapuche’).
Algunos sostienen que el nombre de Tancu, que era el producto aborigen de la zona. Otros creen que estas tierras estaban habitadas por los indios del Cacique de Tango, en otro orden, se plantea que "Tango" es de origen araucano y significa Caída de Agua (Tanko).

## Historia
A la llegada de los españoles, la población Picunche se distribuía desde la costa hasta la cordillera de los Andes, utilizando el fértil valle central, el curso medio del río Aconcagua y del Maipo. Cultivaron el maíz, poroto, teca, ají. semillas de Algarrobo, calabazas y papas. Eran hábiles alfareros y domesticadores de Guanacos. Al igual que sus vecinos del sur; Huilliches y Pehuenches, hablaron el Mapudungún. En aquel tiempo, las tribus picunches que habitaban al suroeste dependían, en su totalidad, del inca Tala Canta Ilabe y el valle entre Maipú, San Bernardo y Peñaflor eran gobernados por los caciques Guachunpilla, Negue-Tegua, Millapidún y Lomonaguel.Su centro ceremonial era la Huaca de Chena.

### Conquista de Chile
Luego del ataque de Michimalonco, en 1541 a la ciudad de Santiago; la hasta entonces pacífica relación con los indígenas se vio alterada, asignándose tierras a diferentes capitanes españoles; lo que provocó que hacia el 1600, la población aborigen fuese desapareciendo. Muchos de los habitantes de Valle de Santiago, al ser despojados de sus tierras terminaron en Tango, entre ellos los Huaicoches, habitantes de La Dehesa.
En 1683 la Orden Jesuita instaura la provincia de Chile, con lo que los jesuitas chilenos alcanzan la independencia administrativa lo que les permite adquirir, en el año 1685, una hacienda; que se extendía hasta Lo Herrera.

### Llegada de los Jesuitas
En 1747 llegan a Chile 40 misioneros alemanes con la misión de difundir las artes industriales, levantando en la hacienda un verdadero complejo industrial, con una fundición donde se fabricaba platería y reliquias, campanas para los templos; se trabajó en fina carpintería; se crearon telares de paño; una herrería; joyerías; se fabricaron cálices, campanillas, custodias religiosas y hasta un reloj de cuatro esferas.

### Expulsión de los Jesuitas
Debido al decreto del Rey de España Carlos III del 31 de marzo de 1767 que ordenó la expulsión de la Compañía de Jesús de los dominios de España, la hacienda fue arrendada; hasta que el 28 de noviembre de 1783, fue rematada, adjudicándosela don Francisco Ruiz de Tagle en 30 000 pesos, con 15 000 pesos al contado y un plazo de 9 años por el crédito. La diferencia entre el valor de tasación (53 975 pesos y 2 reales) y el de venta se rebajó, por los deterioros que sufrió la hacienda durante su arrendamiento. Entre los huéspedes ilustres figuraron el entonces Secretario de la Misión Pontificia, Papa Pío IX, y el sacerdote Alberto Hurtado.
En 1912, el sacerdote Joaquín Ruiz-Tagle devolvió una gran parte de la hacienda a la Compañía de Jesús y hoy, el templo y casa principal, son un lugar de retiro espiritual y oración.

### SigloXIX
Francisco Solano Asta-Buruaga y Cienfuegos escribió en 1899 en su Diccionario Geográfico de la República de Chile: 796  sobre el lugar y se refiere a 'caserío':

Tango.-—Caserío de 380 habitantes, rodeado de varios feraces predios medianos del departamento de la Victoria y situado á poca distancia por las cereanias al S. de la ciudad de San Bernardo. Contiene una iglesia, que fué centro de la antigua parroquia de su título y estafeta. A la entrada de los españoles existía aquí un pueblo de indígenas de pocos habitantes. Su primitivo nombre era Tagolongo ó propiamente Tavolonco, contraido en Tango y formado del verbo thagon, quebrar, y lonco, cabeza, significando cabeza ó centro de barrancales, con alusión talvez á un corto serrijón inmediato, cuya mayor altitud no excede de 920 metros y cuyas faldas caen cortadas por varias prolongadas quiebras.

### SigloXX
El geógrafo chileno Luis Risopatrón lo describe como una ‘aldea’ en su libro Diccionario Jeográfico de Chile en el año 1924:: 120 

Calera de Tango (Aldea) 33° 39' 70° 48'. Tiene escuelas públicas i se encuentra en la banda N del rio Maipo, hacia el SW del pueblo de San Bernardo. 63, p. 262; 68, p. 48; i 101, p. 443; i Calera en 68, p. 48; i caserío en 155, p. 104.

## Medio ambiente

### Geomorfología y componentes abióticos

Trazado simplificado de los ecosistemas y cuerpos de agua presentes en la comuna de Calera de Tango.

La comuna de Calera de Tango se encuentra emplazada en la unidad geomorfológica de Cuenca de Santiago; y presenta según la clasificación climática de Köppen clima mediterráneo de lluvia invernal (Csb). Esta además se halla en la cuenca hidrográfica del Río Maipo.

### Componentes bióticos
Dentro del territorio de la comuna se pueden hallar los siguientes ecosistemas:
- Bosque esclerófilo mediterráneo andino donde predominan Quillaja saponaria y Lithrea caustica (Vulnerable)
- Bosque espinoso mediterráneo interior donde predominan Acacia caven y Prosopis chilensis (Vulnerable)

### Medidas de protección ambiental y conflictos socioambientales
Hasta 2022, la comuna de Calera de Tango cuenta con las siguientes zonas que cuentan con algún nivel de protección ambiental:
- Cerro Chena (Sitios ERB)[12]
- Cerro Lonquén (Sitios ERB)[13]

## Demografía
Por su proximidad a la conurbación santiaguina, Calera de Tango experimenta los efectos de la fuerte expansión demográfica de la capital al recibir parte del "rebalse" de población de ésta, principalmente por familias de clase media-alta y alta. Según el último censo del 2017, la comuna cuenta con un total de 25392 habitantes.
Los principales núcleos de población urbana de la comuna consisten en dos localidades. Estas son:
- San Ignacio
- Bajos de San Agustín

La primera de las nombradas ha visto aumentar su población en casi un 600% en 10 años, en tanto que en la segunda, el incremento ha sido de un 67%.

## Administración

### Municipalidad
La Ilustre Municipalidad de Calera de Tango es dirigida por la alcaldesa Hortensia Mora Catalán (UDI).

### Representación parlamentaria
Calera de Tango integra el distrito electoral n.º 14 y pertenece a la 7.ª circunscripción senatorial (Región Metropolitana). De acuerdo a los resultados de las elecciones parlamentarias de Chile de 2021, Calera de Tango es representada en la Cámara de Diputados del Congreso Nacional por los siguientes diputados en el periodo 2022-2026:
Apruebo Dignidad (2)
- Marisela Santibáñez (PCCh)
- Camila Musante Müller (Ind/AD)

Socialismo Democrático (2)
- Raúl Leiva Carvajal (PS)
- Leonardo Soto Ferrada (PS)

Chile Vamos (1)
- Juan Antonio Coloma Álamos (UDI)

Fuera de coalición:
- Juan Irarrázaval Rossel (PRCh)

A su vez, en el Senado la representan Fabiola Campillai Rojas (Ind), Claudia Pascual (PCCh), Luciano Cruz Coke (EVOP), Manuel José Ossandon (RN) y Rojo Edwards (PRCh) en el periodo 2022-2030.

## Economía
La comuna cuenta con numerosos fundos, predios, frigoríficos y parcelas, los cuales son fuente de empleo para personas de las Provincias del Maipo y de Talagante. También  empresas en las proximidades como Quillayes, entre otras.
En 2018, la cantidad de empresas registradas en Calera de Tango fue de 866. El Índice de Complejidad Económica (ECI) en el mismo año fue de 0,44, mientras que las actividades económicas con mayor índice de Ventaja Comparativa Revelada (RCA) fueron Cultivo de otros Tubérculos (417,09), Cultivo Forrajeros en Praderas Naturales (202,54) y Venta al por Menor de Alimentos para Mascotas y Animales en General (63,91).

## Deportes

### Fútbol Amateur
Desde 2016, existen 2 asociaciones de Fútbol en Calera de Tango:
- Asociación de Fútbol de Calera de Tango (17 clubes)[16]
- Asociación de Fútbol Independiente de Calera de Tango (10 clubes)[17]